# Ceriodaphnia megops
Ceriodaphnia megops är en kräftdjursart som beskrevs av Georg Ossian Sars 1861. Ceriodaphnia megops ingår i släktet Ceriodaphnia och familjen Daphniidae. Arten är reproducerande i Sverige. Inga underarter finns listade i Catalogue of Life.